# Canton de Pessaré
Pessaré est un canton de la préfecture de Binah au nord du Togo. 

## Historique
Pessaré vient du nom kabyè P-sarr (« s'éterniser »). En effet, les Kabyès sont arrivés en premier dans la région de Binah à Koukoudé. L'un d'entre eux décida un jour d'aller de l'autre côté des montagnes. Une fois là-bas, il ne revint plus. Les autres, restant sur place, dirent alors que leur frère parti de l'autre côté s'y était éternisé, d'où le nom P-sarr.  L'actuel chef du canton est Vicent Alidou, ancien chef de brigade (maréchal de logis). Il est intronisé le 29 mai 2021 à Pagouda par le directeur de cabinet du ministère de l'Administration territoriale, de la Décentralisation et du Développement du territoire, Robert Bawoubadi Bakai, représentant son ministre de tutelle Payadowa Boukpessi. 

## Géographie
Le canton est situé dans la région de la Kara au nord, dans la préfecture  de la Binah, à 9,79617° ou 9° 47' 46" de latitude nord et 1,24441° ou 1° 14' 40" de longitude est.  C'est l'un des plus grands cantons de cette préfecture en termes de superficie.
Pessaré est composé de cinq villages : Confess, Tchadé, Sondè, Pouh et Agbarada.[réf. nécessaire] Le canton dispose d'un marché, d'un poste de gendarmerie et d'un dispensaire. Il compte 6606 habitants.[réf. nécessaire]

## Société et économie
Les habitants du canton de Pessaré sont pour la plupart des agriculteurs. Le canton possède un marché qui se tient tous les dimanches, auquel participent des vendeurs et acheteurs venant des alentours, notamment Kara, Pagouda, Pya, Kouméa et Siou.
Une des particularités du marché de Pessaré,  est la perpétuation du troc, qui se fait essentiellement avec les voisins de Siou, et de Kouméa.

## Éducation
Chaque village est doté d'une école primaire. Le village de Pessaré (chef-lieu du canton) a un complexe secondaire, un lycée et un collège.[réf. nécessaire]

## Sport
Il existe quelques équipes de football à Pessaré, parmi lesquelles le Réveil FC de Konfess. 

## Culture et religion
Pour les danses traditionnelles et cérémonies initiatiques, on recense essentiellement à Pessaré l'Evala, l'Akpéma, le Waa, le Kamou et le Soo.
Pessaré a remporté en 2019 le trophée de la 4e édition du festival de la musique traditionnelle du rythme Soo des moins de 20 ans de la Binah. Pour l'occasion, Le prix du 1er Lauréat fut donné par le ministre des Droits de l’Homme chargé des Relations avec les Institutions de la République Christian Eninam Trimua. 
Les principales attractions du canton sont les monts Pessaré et le marché du dimanche.[réf. nécessaire]

## Personnalités
- Pyabélo Chaold Kouly, écrivaine ;
- Alfa Abalo, ancien ministre de la Finance[5] ;
- Esso Solitoki, député et ministre à plusieurs reprises ;
- Lidi Bessi Kama, ministre des Sports et des Loisirs ;
- Yaovi Holade, docteur en chimie ;
- Massamesso Tchangaï, footballeur.